# Ołobok (województwo dolnośląskie)
Ołobok – wieś w Polsce położona w województwie dolnośląskim, w powiecie bolesławieckim, w gminie Osiecznica.

## Położenie
Leży w Borach Dolnośląskich nad rzeką Czerna Wielka.

## Podział administracyjny
W latach 1975–1998 miejscowość położona była w województwie jeleniogórskim.

## Historia
Miejscowość pod zlatynizowaną nazwą Olobok wymieniona jest w łacińskim dokumencie z roku 1277 sygnowanym przez księcia polskiego Bolesława (łac. Boleslaus dux Polonie).